# Deep Bight
Deep Bight est un district de services locaux de Terre-Neuve-et-Labrador, au Canada.
Deep Bight est situé dans l'Est de l'île de Terre-Neuve, sur la péninsule de Bonavista. Le village est accessible par la route Transcanadienne (route 1).